# Aeroportul Lone Star Executive
Aeroportul Lone Star Executive (IATA: CXO, ICAO: KCXO, FAA LID: CXO) este un aeroport din Texas, Statele Unite ale Americii ce deservește zona Houston. Aeroportul a fost tranzitat în 2019 de 170 de pasageri.
Situat la o altitudine de 75 m, aeroportul dispune de 2 piste.

## Infrastructură

### Piste
Aeroportul dispune de 2 piste. Pista 01/19 are suprafața de beton și dimensiunile 5.000 picioare × 100 picioare. Pista 14/32 are suprafața de beton și dimensiunile 7.501 picioare × 150 picioare. 